# 6879 Hyogo
6879 Hyogo è un asteroide della fascia principale del diametro medio di circa 20,87 km. Scoperto nel 1994, presenta un'orbita caratterizzata da un semiasse maggiore pari a 3,1286639 au e da un'eccentricità di 0,1696450, inclinata di 8,55674° rispetto all'eclittica.
L'asteroide è dedicato alla prefettura di Hyōgo in Giappone.